# Крістен Ріттер
Крі́стен Е́ліс Рі́ттер (англ. Krysten Alyce Ritter; нар. 16 грудня 1981, Блумсберг, Пенсільванія) — американська акторка, колишня модель. Відома за фільмами: «Пригоди у Веґасі» (2008), «27 весіль» (2008), «Зізнання шопоголіка» (2009), «Надто крута для тебе» (2010), у 2015—2019 роках виконала головну роль у серіалі «Джессіка Джонс» та знялася в декількох епізодах другого сезону «Пуститися берега».
Лауреатка премії кінофестивалю «Вейл» 2012 року, тричі номінувалася на премію «Сатурн» (2016, 2018, 2019).

## Життєпис
Народилася в містечку Блумсберзі, штат Пенсильванія,  16 грудня 1981 року, в родині Гаррі Ріттера та Кеті Тейлор. Зростала в сільській місцевості біля Шикшинні (Пенсільванія), де живуть її мати, вітчим та сестра; батько проживає в сусідньому Бентоні. Ріттер має німецьке, шотландське та англійське коріння.
Середню школу Northwest Area High School (округ Лузерн) закінчила у 2000 році. 
У віці 15 років розпочала модельну кар'єру: в резюме для журналу Philadelphia Style описала себе, як «високу, незграбну, незручну і дуже худу».
У 1999 році переїхала до Нью-Йорка, де знімалася в каталогах магазинів міста, а також Мілана, Парижа і Токіо; брала участь у рекламній кампанії напою Dr Pepper.

## Кар'єра акторки
У 2007 році з'явилася в спектаклі All This Intimacy, зігравши два акти в Бродвейському театрі і «Second Stage Theatre».
У 2008 році зіграла епізодичні ролі в романтичних комедіях «Пригоди у Веґасі» (із Кемерон Діас і Ештоном Кутчером) та «27 весіль» (із Кетрін Гейґл і Джеймсом Марсденом). 
У 2009 році зіграла роль С'юзі, найкращої подруги персонажа Айли Фішер у фільмі «Зізнання шопоголіка». Наступного року зіграла Петті, найкращу подругу персонажа Еліс Ів у фільмі «Надто крута для тебе».
У популярному серіалі «Пліткарка» Ріттер зіграла роль Керол Роудс, старшої сестри Лілі Роудс (в майбутньому Ван дер Вудсен). У другому сезоні серіалу «Пуститися берега» зіграла роль Джейн Марголіс. 
У 2010 році знялася в серіалі «Гравітація» та фільмі «Вампірки» (англ. Vamps).
У 2012-2013 роках Ріттер виконувала головну роль у ситкомі «Не вір с*** з помешкання 23», у 2015—2019 — головну роль надприродного детектива в серіалі Marvel «Джессіка Джонс».
Ріттер повторила роль Джесіки Джонс у «Захисниках» у 2018 році.  Вона зняла епізод у третьому сезоні «Джессіки Джонс», що стало її режисерським дебютом.

## Особисте життя
З 2014 по 2021 рік Крістен перебувала у стосунках із музикантом гурту The War on Drugs Адамом Грандусієлом. У пари є син Брюс Джуліан Найт Гранофскі (нар. 29.07.2019).

## Цікаві факти
- Крістен — не родичка актора Джона Риттера.
- Окрім знімання в кіно і на телебаченні, Ріттер співає і грає на гітарі в групі Ex Vivian. У 2012 році гурт випустив диск «Ex Vivian Ex Vivian».[9]

## Фільмографія

### Фільми
| Рік  | Назва                                 | Оригінальна назва                     | Роль                       | Примітки                    |
| ---- | ------------------------------------- | ------------------------------------- | -------------------------- | --------------------------- |
| 2021 | Нічні щоденники                       | Nightbooks                            | Натача (відьма)            |                             |
| 2019 | Ель Каміно                            | El Camino: A Breaking Bad Movie       | Джейн Марголіс             |                             |
| 2017 | Герой                                 | The Hero                              | Люсі Гейден                |                             |
| 2014 | Контроль місії                        | Mission Control                       | д-р Мері                   | телефільм                   |
| 2014 | Великі очі                            | Big Eyes                              | Ді-Енн                     |                             |
| 2014 | Голі перці                            | Search Party                          | Крісті                     |                             |
| 2014 | Астма                                 | Asthma                                | Рубі                       |                             |
| 2014 | Вероніка Марс                         | Veronica Mars                         | Джия Гудман                |                             |
| 2014 | Послухай, Філіпе                      | Listen Up Philip                      | Мелані Ціммерман           |                             |
| 2013 | Сприяння                              | Assistance                            | Нора Джонсон               | телефільм                   |
| 2013 | Облиш моїх друзів                     | Leave My Friends Alone                |                            | короткометражний відеофільм |
| 2012 | Притулок                              | Refuge                                | Емі                        |                             |
| 2012 | Вампірки                              | Vamps                                 | Стейсі                     |                             |
| 2012 | Зануда                                | BuzzKill                              | Ніколь                     |                             |
| 2011 | Маргарет                              | Margaret                              | продавчиня                 |                             |
| 2011 | Життя трапляється                     | L!fe Happens                          | Кім                        |                             |
| 2011 | Убити Боно                            | Killing Bono                          | Глорія                     |                             |
| 2010 | Як кохатися із жінкою                 | How to Make Love to a Woman           | Лорен Бейкер               |                             |
| 2010 | Надто крута для тебе                  | She's Out of My League                | Петті                      |                             |
| 2009 | Глок                                  | Glock                                 | Беретта                    | короткометражний            |
| 2009 | Зізнання шопоголіка                   | Confessions of a Shopaholic           | С'юзі                      |                             |
| 2008 | Пригоди у Веґасі                      | What Happens in Vegas                 | Келлі                      |                             |
| 2008 | Фрост                                 | Frost                                 | Оззі                       |                             |
| 2008 | 27 весіль                             | 27 dresses                            | гот Джина                  |                             |
| 2007 | Багате внутрішнє життя Пенелопи Клауд | The Rich Inner Life of Penelope Cloud | Джорджія                   | телефільм                   |
| 2007 | Важкий петинг / Собаче кохання        | Heavy Petting                         | безневинна спостерігачка   |                             |
| 2006 | Нерозлучний                           | Inseparable                           | Мелінда                    | телефільм                   |
| 2005 | Хлопці в басейні                      | Pool Guys                             | Емі                        | телефільм                   |
| 2005 | Рогатка                               | Slingshot                             | Бет                        |                             |
| 2003 | Посмішка Мони Лізи                    | Mona Lisa Smile                       | студентка мистецтвознавець |                             |
| 2003 | Погляд                                | The Look                              | Мара                       |                             |
| 2002 | Освіжися!                             | Freshening Up                         | дівчина на дивані          | короткометражний телефільм  |
| 2002 | Гарменто                              | Garmento                              | модель у пончо             |                             |
| 2001 | Флірт зі звіром                       | Someone like you                      | модель                     | немає в титрах              |

### Серіали
| Рік       | Назва                       | Оригінальна назва                     | Роль               | Примітки        |
| --------- | --------------------------- | ------------------------------------- | ------------------ | --------------- |
| 2023      | Темне дитя: Відлуння        | Orphan Black: Echoes                  | Люсі               | головна роль    |
| 2023      | Любов і смерть              | Love and Death                        | Шеррі Клеклер      | основна роль    |
| 2022      | Сімпсони                    | The Simpsons                          | Шейла Редфілд      | 1 епізод        |
| 2021      | Безнадійно мертва справа    | The Coldest Case                      | Патті Гарні        | 8 епізодів      |
| 2017      | Захисники                   | The Defenders                         | Джессіка Джонс     | головна роль    |
| 2015—2019 | Джессіка Джонс              | Marvel's Jessica Jones                | Джессіка Джонс     | головна роль    |
| 2014      | Чорний список               | The Blacklist                         | Роуен Міллс        | 1 епізод        |
| 2012—2013 | Не вір с*** з помешкання 23 | Don't Trust the B---- in Apartment 23 | Хлої               | головна роль    |
| 2013      | Шоу Клівленда (мультсеріал) | The Cleveland Show                    | Джина (голос)      | 1 епізод        |
| 2013      | Робоцип (мультсеріал)       | Robot Chicken                         | Дейна Полк (голос) | 1 епізод        |
| 2011      | Кохання кусає               | Love Bites                            | Кессі              | 1 епізод        |
| 2010      | Гравітація                  | Gravity                               | Ліллі              | головна роль    |
| 2009—2010 | Пуститися берега            | Breaking Bad                          | Джейн Марголіс     | 9 епізодів      |
| 2009      | Прокинувся мертвим          | Woke Up Dead                          | Кессі              | 22 епізоди      |
| 2009      | Пліткарка                   | Gossip girl                           | Керол Роудс        | 1 епізод        |
| 2006—2007 | До самої смерті             | 'Til Death                            | Еллісон Старк      | 5 епізодів      |
| 2006—2007 | Дівчата Гілмор              | Gilmore Girls                         | Люсі               | 8 епізодів      |
| 2007      | Важливий день               | Big Day                               | Еллен              | 1 епізод        |
| 2006      | Правосуддя                  | Justice                               | Ева Мур            | 1 епізод        |
| 2005—2006 | Вероніка Марс               | Veronica Mars                         | Джия Гудман        | 8 епізодів      |
| 2006      | Щоденники «Бедфорд»         | The Bedford Diaries                   | Ерін Кавано        | 2 епізоди       |
| 2005      | Джонні Зеро                 | Jonny Zero                            | Куїн               | пілотний епізод |
| 2004      | Теннер проти Теннер         | Tanner on Tanner                      | продавчиня         | 2 епізоди       |
| 2004      | Одне життя, щоби жити       | One Life to Live                      | Кей                | 1 епізод        |
| 2004      | Закон і порядок             | Law & Order                           | Трейсі Воррен      | 1 епізод        |
| 2004      | Вупі                        | Whoopi                                | Брін               | 1 епізод        |